# Podestà

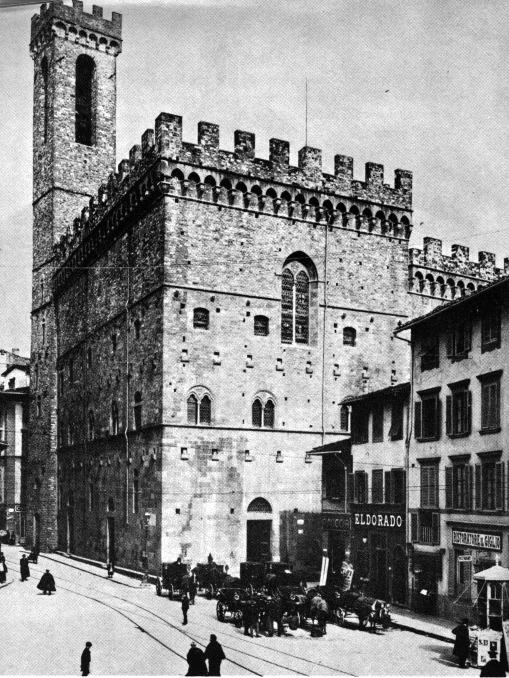
Sídlo podesty ve Florencii

Podestà (pochází z italštiny, odvozeno od latinského slova potestas znamenajícího moc, vrchnost) byl ve středověku purkmistr severo a středoitalských měst. Ve městských republikách mu náležela nejvyšší moc. Hodnost zavedl císař Fridrich I. Barbarossa jako náhradu za funkci městských konzulů. Podestové byli voleni z řad příslušníků cizích šlechtických rodů. Původně jejich funkční období trvalo jeden rok, později i déle.
Po vzoru italských měst padestové ve středověku působili i v severní Evropě a Nizozemsku. Poté, co vznikla hodnost kapitána lidu, význam podestů ve 13. století začal postupně upadat. V 16. století hodnost podesty v Itálii zanikla úplně. K obnovení této funkce v Itálii došlo v roce 1926 za vlády Benita Mussoliniho. Jednalo se tehdy o autoritativní formu starosty, který měl v obci plnou výkonnou i zákonodárnou moc. Jmenovala ho na pět let s možností prodloužení Národní fašistická strana. Ve větších městech měl podestà po ruce dva vice-podesty a jmenovalo ho ministerstvo vnitra. Úřad byl zrušen v roce 1945.